# Hans im Schnakenloch
Hans im Schnakenloch ist ein 1916 erschienenes Drama von René Schickele, welches jedoch schon zwei Jahre vorher entstand. Es wurde am 17. Dezember 1916 im Neuen Theater in Frankfurt am Main uraufgeführt.

## Handlung
Hans Boulanger, der schon 1870 und 1871 von dem elsässischen Dichter August Stöber besungen und im Volksstück D’r Hans im Schnokeloch von Ferdinand Bastian zur Jahrhundertwende dargestellt wurde, wird durch Schickele zu einer Verkörperung des Schicksals des elsässischen Volkes und nimmt autobiographische Züge an. Boulanger muss sich, wie das gesamte elsässische Volk, zwischen Deutschland und Frankreich entscheiden. Er ist von Natur aus ein unsicherer und willensschwacher Mensch. Er versucht es immer allen Recht zu machen, verletzt dabei jedoch meist alle. Das Erbe von seinem Vater trieb ihn durch unbedachte Investition und Expansion in die Armut, außerdem betrügt er immer wieder seine Frau.
Der Ausbruch des Krieges spaltet die Familie. Boulangers Bruder Balthasar entscheidet sich für die deutsche Seite, die Mutter für die französische, betet aber für ihn. Hans, der anfangs abwechselnd den deutschen und den französischen Soldaten geholfen hat, entscheidet sich schließlich, angesichts der Beschuldigung des Opportunismus durch seine Frau Klär, für Frankreich.